# Євтушенково
Євтушенково — колишнє село в Україні, підпорядковувалося Різуненківській сільській раді Коломацького району Харківської області.
Дата зникнення невідома, приєднане до смт Коломак.
Село знаходилося на лівому березі річки Коломак, вище за течією — смт Коломак, нижче за течією — Різуненкове.

## Принагідно
- Мапіо